# Janusz Krajewski
Janusz Krajewski (ur. ok. 1941) – polski działacz państwowy i lotniczy, w latach 1980–1986 prezydent Gliwic, w latach 1985–1988 wicewojewoda katowicki.

## Życiorys
Wieloletni etatowy działacz Polskiej Zjednoczonej Partii Robotniczej, był także pilotem w ramach Aeroklubu Gliwickiego. Od 1974 do 1980 pozostawał wiceprezydentem, następnie od 4 lipca 1980 do 1986 prezydentem Gliwic. W okresie stanu wojennego formalny przewodniczący Wojewódzkiego Komitetu Obrony w Katowicach, podległego Komitetowi Obrony Kraju. Następnie od 1985 do 1988 pełnił funkcję wicewojewody katowickiego. W latach 1987–1991 zajmował także stanowisko prezesa Aeroklubu Gliwickiego.
W 1985 odznaczony odznaką „Za zasługi dla Aeroklubu PRL”.